# Умаров Ахмад Хамадович
Ахма́д Хама́дович Ума́ров, також відомий як Абу-Хамза (чеч. Ӏумари Хьамадин Ахьмад; нар. 2 квітня 1962, Харсеной, Шатойський район, ЧІАССР) — чеченський військовий та політичний діяч, ісламіст, амір (керівник) Вілаяту Нохчійчо за кордоном, учасник Другої російсько-чеченської війни, керівник «Маджлісуль-Шура Вілаяту Нохчійчо» (Ічкерія) ІК за кордоном із 2015 року. Старший брат Доку Умарова.

## Біографія

### Походження
Народився 2 квітня 1962 року в селі Харсеною Шатойського району Чечено-Інгуської РСР). За національністю чеченець із тайпу мулкой. 

### Друга російсько-чеченська війна
З початку Другої російсько-чеченської війни з 1999 року воював у складі військ Чеченської Республіки Ічкерія. У 2000-х роках здався російській владі, був заарештований і ув'язнений.

### Діяльність за кордоном
Після виходу з в'язниці Ахмад поїхав до Туреччини, де й далі підтримував та фінансував чеченських бійців.
У 2015 році він став новим представником Вілаяту Нохчійчо після того, як його попередника Абдулвахіда Едельгерієва застрелили в Стамбулі. Також є керівником Маджлісуль-Шура Вілаяту Нохчійчо.
У 2014 році Ахмад Умаров організував рейд на Грозний у кількості 11 осіб, у ході якого вбито й поранено кілька десятків людей, включно з нападниками. Проросійський глава Чеченської Республіки Рамзан Кадиров звинуватив особисто Умарова в організації цього нападу і зажадав від турецької влади про його видання російській владі.

### Амір Вілаяту Нохчійчо
Наприкінці квітня 2022 року, під кінець священного для мусульман місяця Рамадан, чеченські бійці провели збори, на яких обрали нових лідерів, зокрема аміра та кадія та низку інших керівників Вілаяту Нохчійчо, де з промовою виступив А. Умаров.

## Сім'я
Крім Ахмада, в сім'ї Умарових було ще 6 дітей, 5 братів – Докка, Іса, Муса, Руслан та Ваха та одна сестра – Наталія. Його батька Хамада викрали силовики в 2005, за твердженням Докки, їх батько був убитий проросійськими чеченськими силовиками. Його єдина сестра Наталія також була викрадена силовиками і безвісти зникла. Троє братів Ахмада — Іса, Муса і Докка загинули під час бойових дій з російськими військами в Чечні. Один брат — Ваха проживає в Туреччині. Про іншого брата Руслана невідомо нічого, крім того, що у 2011 році він був затриманий в Італії.